# Geochelone
Geochelone és un gènere de tortugues de la família Testudinidae constituït per les espècies gegants oceàniques de les illes Galápagos, d'Aldabra i altres illes de Seychelles, de l'illa Rodrigues i les extintes de Madagascar, així com per altres de Madagascar i de les illes Mascarenyes, i tres espècies terrestres d'Amèrica del Sud, tres d'Àfrica, i quatre del sud-est d'Àsia.
Els estudis genètics han establert que la tortuga gegant d'Aldabra procedeix de les espècies de Madagascar. Mentre que la més gran, la tortuga gegant de les Galápagos, es relaciona amb la més petita del gènere, la tortuga terrestre argentina. Tenen una capacitat genètica d'adaptar-se a les illes de l'oceà augmentant de mida o a la terra ferma reduint-lo.

## Taxonomia
- Tortuga d'esperons africana (Geochelone sulcata)

- Tortuga lleopard (Geochelone pardalis)

- Tortuga rogenca (Geochelone carbonaria)

- Tortuga terrestre argentina (Geochelone chilensis)

- Tortuga terrestre de potes grogues (Geochelone denticulata)

- Tortuga estrellada de l'Índia (Geochelone elegans)

- Tortuga estrellada de Birmània (Geochelone platynota)

- Tortuga gegant d'Aldabra (Geochelone gigantea)

- Tortuga gegant de les Galápagos (Geochelone nigra)

- Tortuga radiada (Geochelone radiata)

- Tortuga angonoka (Geochelone yniphora)

Van existir dues espècies extingides a les Illes Canàries:
- Tortuga gegant de Tenerife (Geochelone burchardi),

- Tortuga gegant de Gran Canària (Geochelone vulcanica),

I una espècie extinta a les Illes Balears:
- Tortuga gegant de Menorca (Geochelone gymnesica),

Diversos experts discuteixen si algunes de les espècies agrupades en aquest gènere han de ser separades en diferents gèneres: 
- Dipsochelys per agrupar les tortugues gegants de les Seychelles, Rodrigues i Madagascar (D. gigantea o D. dussumieri i D. vosmaeri).
- Astrochelys per a les espècies illenques de Madagascar i de les Mascarenyes (A. yniphora, A. radiata, A. peltastas).
- Centrochelys per a les espècies africanes (G. pardalis, G. sulcata), del qual alguns separen Stigmochelys (S. pardalis separada de C. sulcata).
- Indotestudo per a les espècies asiàtiques (I. elongata, I. platynota, I. Travancore i I. forstenii).
- Manouria per a les tortugues marrons asiàtiques M. emys i M. impressa.
- Gopherus, les tortugues nord-americanes (G.agassizii, G. berlandieri, G. flavomarginatus i G. polyphemus).

Altres experts consideren en canvi que Dipsochelys, Astrochelys, Centrochelys, Stigmochelys i fins i tot Indotestudo, són subgèneres de Geochelone.